# Schlimmia
Schlimmia es un género con nueve especies de orquídeas . Es originario de Costa Rica hasta Venezuela y Perú.

## Características
Son orquídeas de gran tamaño epifitas que se encuentran en el norte de los Andes. Tienen pseudobulbos ovoides envueltos en vainas imbricadas y una sola hoja. La inflorescencia es lateral con pocas flores de tamaño mediano.

## Especies
| - Schlimmia alpina - Schlimmia condorana - Schlimmia garayana - Schlimmia jasminodora - Schlimmia jennyana - Schlimmia pandurata - Schlimima princeps - Schlimmia stevensonii - Schlimmia trifida |